# جيلبير سينويه
جيلبير سينويه (بالفرنسية: Gilbert Sinoué) (ولد سمير جيلبير كساب) (18 فبراير 1947 -) هو روائي فرنسي من أصل مصري اختص في كتابة الرواية التاريخية. وكتب أيضا الرواية البوليسية.

## النشأة والمسيرة
ولد سمير جيلبير كساب في القاهرة بمصر لعائلة مسيحية ترجع أصولها للبنان. وقضى كثيرا من وقته على متن قارب اشتراه والده من الملك فاروق وقد قابل فيه شخصيات مهمة في ذلك الوقت. ثم هاجر مع عائلته إلى بيروت وتحصل على شهادة البكالوريا هناك. ثم هاجر إلى باريس في 1968. وتحصل على شهادة الاستاذية في آلة القيثارة. وبدأ يكتب الروايات منذ بلوغه سن الأربعين وغيّر الاسم الذي يكتب به إلى «جيلبير سينويه» الذي استلهمه من رواية «سنوحي المصري» أو البكار الغريق. وكتب عدة روايات تدور أحداث البعض منها في مصر. ترجم محمد جليد ثلاثيته الروائية "ان شاء الله" وهي "أريج الياسمين" و"صرخة الحجارة" و"ترابيع القمر الخمسة".

## أعماله المترجمة بالعربية
- المصرية، منشورات الجمل، 2005 (ترجمة: محمد بنعبود)
- ابن سينا أو الطريق إلى أصفهان، منشورات الجمل، 2006 (ترجمة: آدم فتحي)
- أيام وليال أو 'ضحكة سارة'، دار ورد للنشر والتوزيع، 2007 (ترجمة: عدنان محمد)
  - (ترجمة: محمد بنعبود)، منشورات الجمل، 2020
- ابنة النيل، منشورات الجمل، 2007 (ترجمة: محمد بنعبود)
- اللوح الأزرق، منشورات الجمل، 2008 (ترجمة: آدم فتحي)
- أخناتون.. الإله اللعين، منشورات الجمل، 2011 (ترجمة: عبد السلام المودني)
- يريفان، منشورات الجمل، 2011 (ترجمة: عبد السلام المودني)
- الفرعون الأخير محمد علي، منشورات الجمل، 2012 (تقديم: ديروش موبلكور / ترجمة: عبد السلام المودني)
- أنا، يسوع، منشورات الجمل، 2012 (ترجمة: سعيد بوكرامي)
  - (ترجمة: عدنان محمد)، دار ورد للنشر والتوزيع، 2020
- صمت الآلهة، منشورات الجمل، 2015 (ترجمة: شكير نصر الدين)
  - صمت الإله، دار ورد للنشر والتوزيع، 2020 (ترجمة: عدنان محمد)
- البكباشي والملك - الطفل؛ مذكرات من مصر، منشورات الجمل، 2015 (ترجمة: محمد التهامي العماري)
- الملكة المصلوبة، منشورات الجمل، 2016 (ترجمة: شكير نصر الدين)
  - (ترجمة: عدنان محمد)، دار ورد للنشر والتوزيع، 2020
- أريج الياسمين، منشورات الجمل، 2016 (ترجمة: محمد جليد)
- صرخة الحجارة، منشورات الجمل، 2016 (ترجمة: محمد جليد)
- دلمون مملكة ببحرين، منشورات الجمل، 2018 (ترجمة: محمد مدكور)
- أنا القدس، منشورات الجمل، 2019 (ترجمة: صالح الأشمر)
- سيدة الضوء، دار ورد للنشر والتوزيع، 2020 (ترجمة: عدنان محمد)
- ابن رشد أو كاتب الشيطان، منشورات الجمل، 2020 (ترجمة: شكير نصر الدين)
- الصقر، منشورات الجمل، 2021 (ترجمة: صالح الأشمر)
- ترابيع القمر الخمسة - إن شاء الله - الجزء 3، منشورات الجمل، 2021 (ترجمة: محمد جليد)
- جزيرة الغروب، منشورات الجمل، 2022 (ترجمة: محمد جليد)
- أمل، منشورات الجمل، 2022 (ترجمة: صالح الأشمر)
- ليالي القاهرة، منشورات الجمل، 2022 (ترجمة: شكير نصر الدين)
- منقار البطة، منشورات الجمل، 2024 (ترجمة: محمد جليد)

## وصلات خارجية
- جيلبير سينويه على موقع ميوزك برينز (الإنجليزية)
- جيلبير سينويه على موقع ديسكوغز (الإنجليزية)
- الموقع الرسمي